# 小行星11726
小行星11726（11726 Edgerton）是一颗绕太阳运转的小行星，为主小行星带小行星。该小行星于1998年5月1日发现。

## 轨道参数
小行星11726的轨道半长轴为3.0848264 UA，离心率为0.145。